# Ciemniasty Przechód
Ciemniasty Przechód (słow. Sedlo pred Prostredným, niem. Vordere Mittelgratscharte, węg. Elülső Középoromcsorba) – przełęcz znajdująca się w Zimnowodzkiej Grani w słowackich Tatrach Wysokich. Oddziela ona Pośrednią Grań od Ciemniastej Turni, znajduje się bliżej wierzchołka tej ostatniej. Na Ciemniasty Przechód nie prowadzą żadne znakowane szlaki turystyczne. Dla taterników przełęcz ta stanowi jedną z najdogodniejszych dróg na Pośrednią Grań. Właśnie przez tę przełęcz dokonano pierwszego na nią wejścia.
Polska nazwa Ciemniastego Przechodu pochodzi od Ciemniastej Turni, natomiast nazwy słowacka, niemiecka i węgierska pochodzą od Pośredniej Grani. Dawna nazwa tej przełęczy to przełęcz Zwyżki.

## Historia
Pierwsze wejścia turystyczne:
- Paul Schwartz, Ödön Téry, Samuel Horvay i Johann Still, 11 sierpnia 1876 r. – letnie,
- Károly Jordán, J. Lackner (lub Lakner), József Szelke, Johann Breuer i Paul Spitzkopf senior, 2 kwietnia 1904 r. – zimowe.